# Valkó
Valkó è un comune dell'Ungheria di 2.529 abitanti (dati 2001) situato nella contea di Pest, nell'Ungheria settentrionale.